# Tamarix tarimensis
Tamarix tarimensis är en tamariskväxtart som beskrevs av P. Y. Zheng och M. T. Liu. Tamarix tarimensis ingår i släktet tamarisker, och familjen tamariskväxter. Inga underarter finns listade.